# ТЕЦ Кендзежин
ТЕЦ Кендзежин — теплоелектроцентраль на півдні Польщі, за п'ять десятків кілометрів на захід від Катовиць.
У 1943-му в Кендзежині почав роботу завод ізооктану (високооктановий компонент моторних палив), обладнання якого після відступу німців вивезли до СРСР. Поляки, котрі стали новими володарями міста, відновили роботу майданчика у 1949-му (наразі він належить концерну Grupa Azoty). Для забезпечення своїх потреб хімічний завод має власну ТЕЦ, на якій станом на початок 2010-х працювало п'ять запущених в 1956—1959 роках вугільних парових котлів розробки австрійської Pauker (мали станційні номери 4, 5, 6, 7 та 8). Вони живили три турбогенератори (№ 1, № 4 та № 7), введені в експлуатацію в 1956-му, 1958-му та 1963-му роках. Кожен з цих агрегатів мав турбіну чеського Першого Брненського машинобудівного заводу та генератор Skoda, при цьому турбіна № 1 мала потужність у 16,6 МВт, а дві інші — по 14,6 МВт.
В 2017-му ТЕЦ підсилили новим котлом (№ 10) виробництва рацибузької компанії Rafako та турбіною Siemens потужністю 25 МВт (отримала станційний № 6). Для видалення продуктів згоряння разом з ними змонтували димар висотою 80 метрів. Поява нового агрегату дозволить розпочати вивід застарілих потужностей.